# António Zeferino
António Zeferino, född 17 januari 1966, är en friidrottare från Kap Verde. Han deltog vid olympiska sommarspelen 1996, olympiska sommarspelen 2000 och olympiska sommarspelen 2004.